# Love Island (film, 1952)
Pour les articles homonymes, voir Love Island.
Pour plus de détails, voir Fiche technique et Distribution.
Love Island est un film américain réalisé par Bud Pollard et sorti en 1952 à l'origine en procédé Cinecolor (en).

## Synopsis
Un militaire américain se retrouve forcé de sauter en parachute sur l'île de Tubatara à Bali, où il tombe amoureux de la fille du chef. Cependant elle est déjà courtisée par quatre hommes de son village qui veulent l'épouser.

## Fiche technique
- Réalisation : Bud Pollard
- Scénario : Daniel Kusell  d'après John E. Gordon
- Producteur : Hall Shelton, Harold Kussell
- Distribution : Astor Pictures Corporation
- Photographie : George F. Hinners
- Format : Couleur (Cinecolor)
- Musique : Alfonso Corelli
- Montage : Bud Pollard
- Durée : 66 minutes
- Date de sortie : 1952

## Distribution
- Paul Valentine : Lt. Richard Taber
- Eva Gabor : Sarna
- Malcolm Lee Beggs (en) : Uraka
- Frank McNellis : Aryuna